# ラインディフェンス
ラインディフェンスは主にサッカーの戦術を指す。

## サッカーにおけるラインディフェンス
スウィーパーやリベロを置かず、ディフェンダーがゴールラインと平行な直線上に横一列に並び、平行なラインを保ちながらポジションを上下してスペースを埋めるゾーンディフェンスの1つの手法。平行なラインを保つことでディフェンスの裏のスペースを消すなど、スペースのコントロールを行いやすい。これにより全体の布陣をコンパクトに保つことも行いやすいので、ゾーンディフェンスに適したディフェンスだと言われる。状況に応じてオフサイドトラップをかけることもあるが、以前と比べるとオフサイドのルールが攻撃側に有利に変更されたため、リスキーなオフサイドトラップを意図して多用するチームは少ない。一人のディフェンダーが相手の選手へアタックをかける（チェックする）場合は、残るディフェンダーはカバーリングをするためにラインを崩してポジションを修正するか、残りのディフェンダーでラインを形成してディフェンスを行う。過去においてはラインは常に一列に保とうとするラインディフェンスも多かったが、現在のラインディフェンスは状況に応じて部分的にラインを崩すことが多い。また、サイドバックをやや上がり目にセンターバックをやや下がり目に配置して始めから若干崩し気味のラインを形成するチームも多い。
一般的にラインディフェンスは4バックで行われることが多い。3バックによるラインディフェンスが余り見られないのは、3バックでは人数の少なさからラインコントロールは容易であるものの、3人では最終ラインのスペースを埋めきることが難しくリスクの高いディフェンスだからである。特異な戦術ではあるが、3バックの直線的なライン形成を非常に重視したラインディフェンスとして、日本ではトルシエジャパンで採用されたフラット・スリーが有名である。
90年代にフラットなディフェンスラインによる上記のような戦術をラインディフェンスと言うようになる前は、ブラジル代表のゾーンによるディフェンス陣の守備をラインディフェンスと呼んでいた。しかし、フラットなラインディフェンスは欧州に起源があるとされ、80年代には使用されていた。特に、80年代後半のアリーゴ・サッキ監督によるACミランのゾーンプレスの高くフラットに保たれたディフェンスラインは有名である。

## ラグビーにおけるラインディフェンス
相手のオフェンスラインに対して、オフサイドラインに沿って一直線にディフェンスラインを敷くディフェンスを指す。基本的にラグビーは競技やルールの特性上、ラインディフェンス以外のディフェンスを行わないため、ディフェンスと言えばこれを指す。また、解説などではラインディフェンスという言い方は少なく、ディフェンスラインということのほうが多い。